# Lapérusie
Lapérusie (Lapeirousia) je rod rostlin z čeledi kosatcovité. Jsou to vytrvalé, sezónně zatahující cibuloviny s unifaciálními listy a pravidelnými nebo dvoustranně souměrnými květy v klasovitých či latovitých květenstvích. Plodem je kulovitá tobolka. Rod zahrnuje asi 39 druhů a je rozšířen výhradně v subsaharské Africe, zejména v Západním Kapsku a Namaqualandu. Upřednostňují vesměs sušší oblasti. Hlízy jsou jedlé a tvořily součást jídelníčku některých jihoafrických etnik. Vzácně se pěstují jako okrasné cibuloviny.

## Popis
Lapérusie jsou vytrvalé, sezónně zatahující hlíznaté byliny. Hlíza je zespodu zploštělá, zvonovitého tvaru. Listy jsou unifaciální, někdy se zřetelnou střední žilkou. Několik nejspodnějších listů bývá redukovaných. Stonek je nadzemní nebo podzemní, většinou větvený. Květy jsou pravidelné nebo dvoustranně souměrné, zvonkovité až kolovité, u některých druhů sladce vonné, uspořádané v klasech nebo latách, případně v přízemním svazečku. Okvětí je modré, purpurové, červené, růžové nebo bílé, s krátkou až extrémně dlouhou okvětní trubkou. Na všech nebo jen na spodních okvětních lístcích bývé často tmavší nebo světlejší kresba. Tyčinky jsou přirostlé pod ústím okvětní trubky. Čnělka je nitkovitá, vyčnívající, většinou hluboce dvouklaná. Plodem je víceméně kulovitá, blanitá až papírovitá tobolka, obsahující hladká, kulovitá semena.

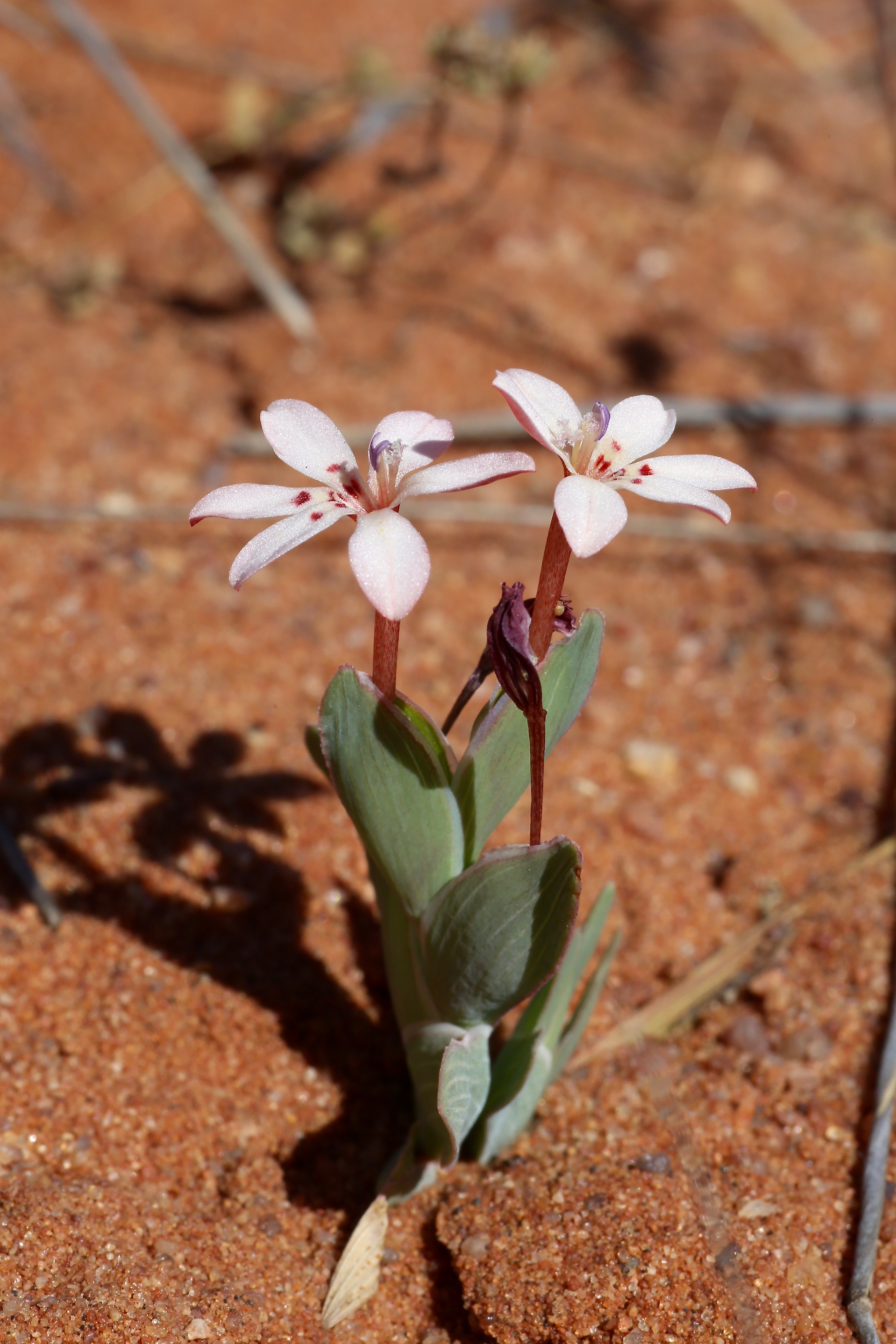
Lapeirousia arenicola
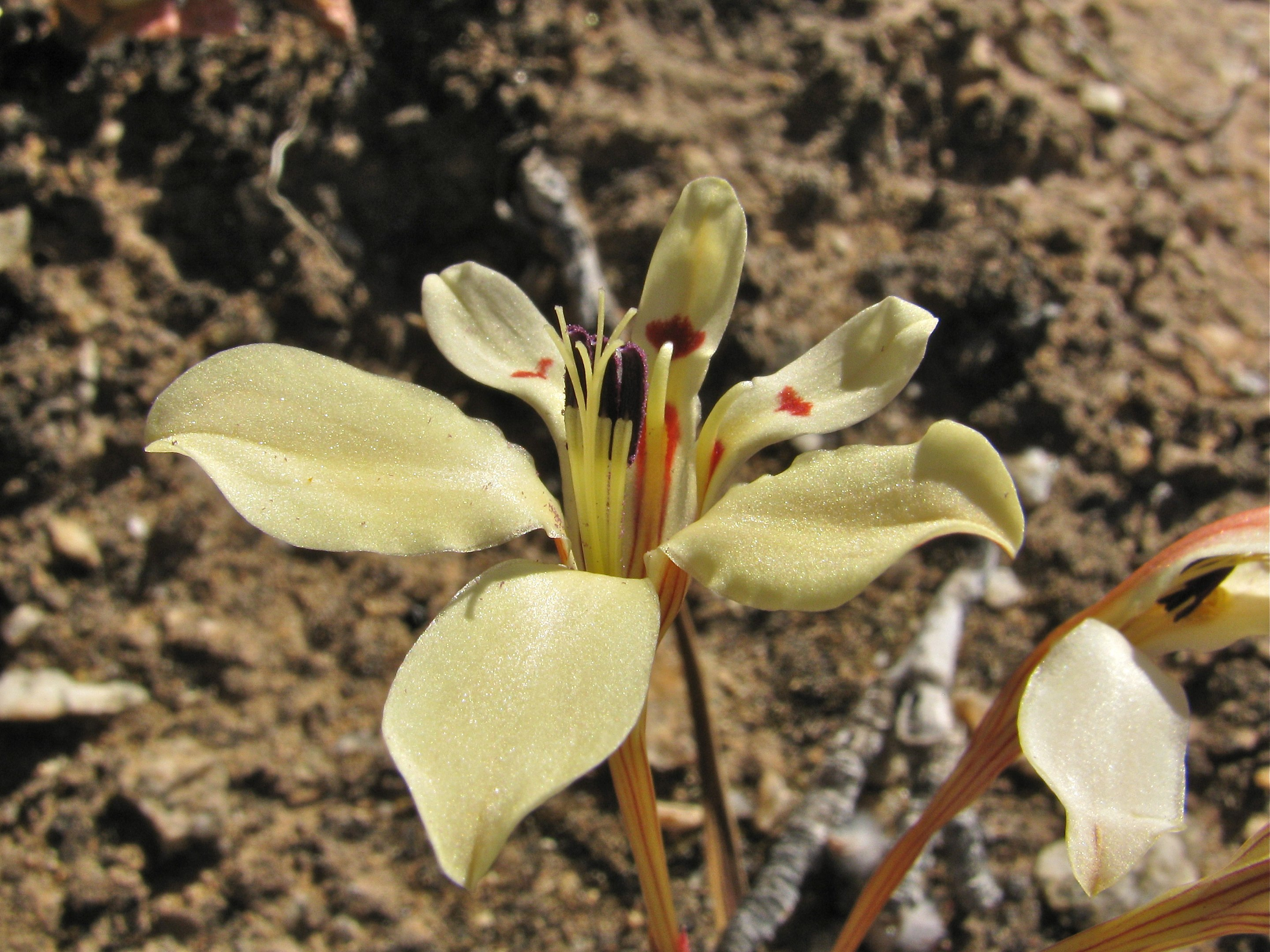
Květ Lapeirousia fabricii
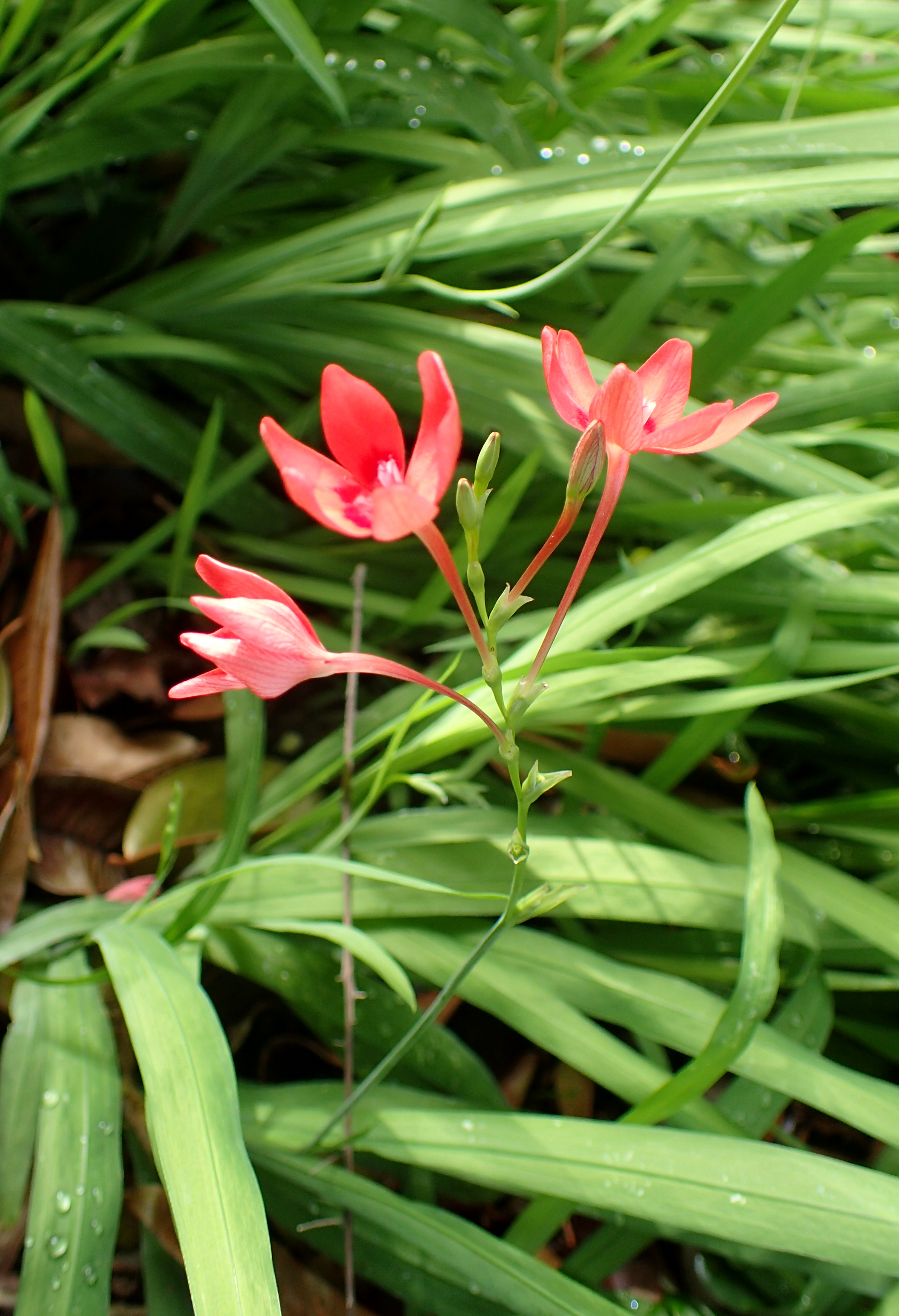
Kvetoucí Lapeirousia laxa
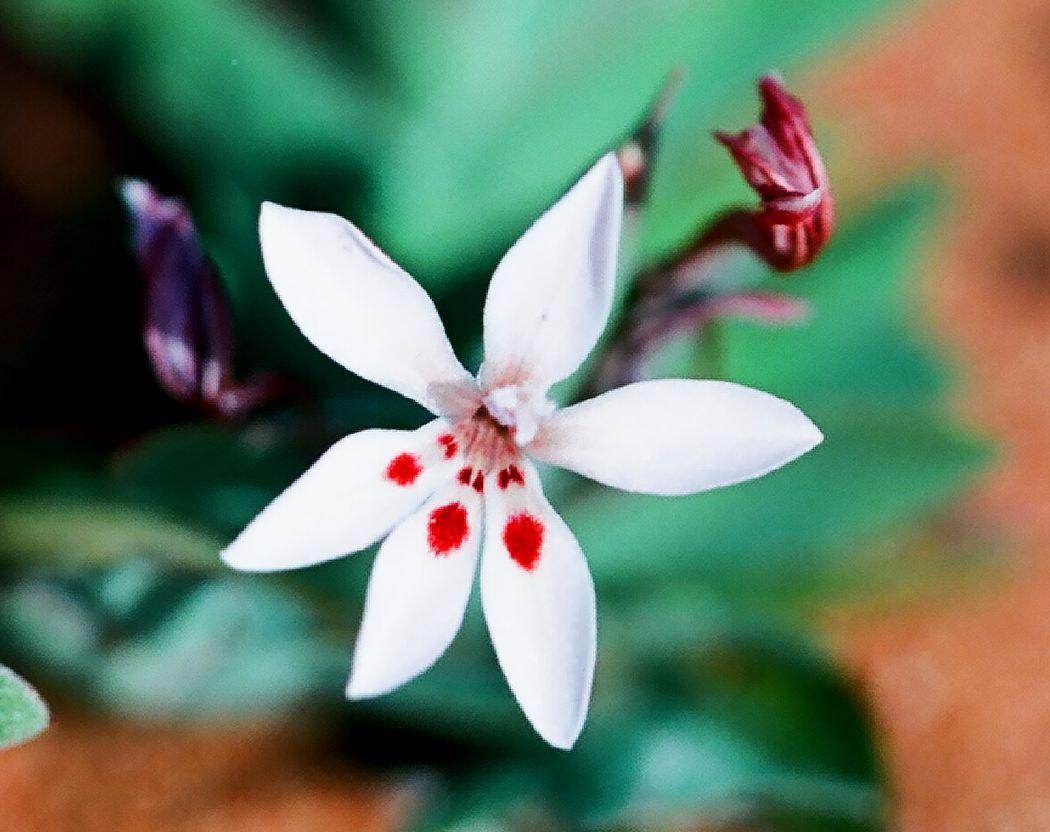
Květ Lapeirousia arenicola

## Rozšíření
Rod lapérusie zahrnuje asi 39 druhů a je rozšířen výhradně v subsaharské Africe.
Největší počet druhů se vyskytuje v severní polovině Namibie a v Západním Kapsku.

Část druhů se vyskytuje v subtropických oblastech jižní Afriky se zimními dešti a horkým létem (mediteránní klima), část druhů je tropických. Pouze jediný druh, Lapeirousia littoralis, je zastoupen v obou oblastech. V rámci tropické Afriky je centrum rozšíření v Namibii (zejména v její severní polovině v oblasti Namaqualand), Angole a Zambii, s přesahy do zemí východní tropické Afriky a do Mosambiku, Etiopie a Nigérie.
Lapérusie se vesměs vyskytují v aridnějších oblastech než většina jiných afrických cibulovin. Upřednostňují štěrkovité a jílovité půdy.

## Ekologické interakce

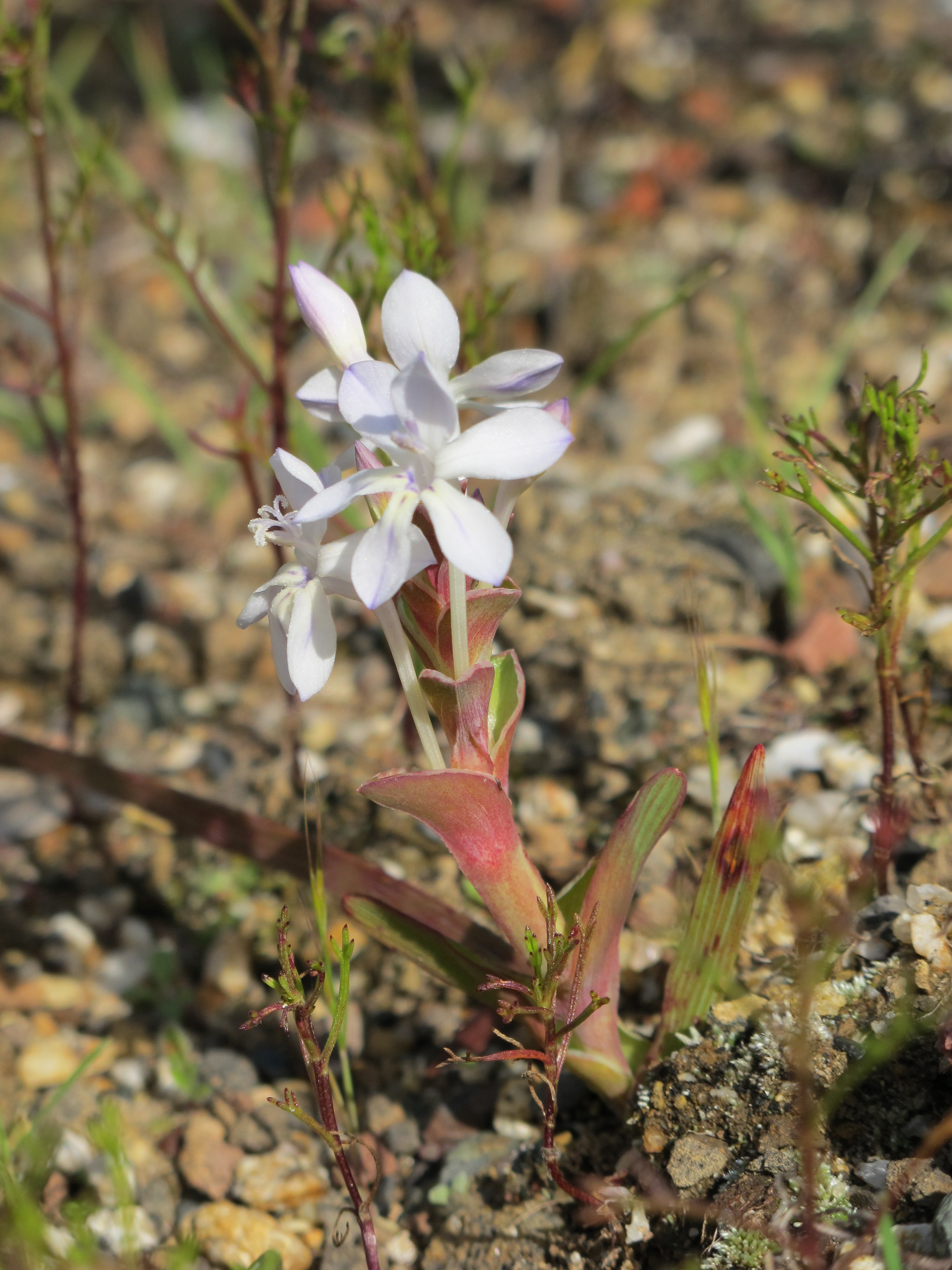
Lapeirousia pyramidalis, jeden z druhů opylovaných lišaji

Květy lapérusií jsou opylovány hmyzem. U druhů s bledými květy s dlouhou korunní trubkou (zejména subgen. Lapeirousia) jsou hlavními opylovači lišajové a dvoukřídlí s dlouhým sosákem, zatímco vesměs barevné květy s kratší korunní trubkou (větší část podrodu Paniculata) opylují zejména včely a různí motýli.

## Taxonomie
Rod Lapeirousia je v rámci čeledi Iridaceae řazen do podčeledi Ixioideae. Je rozčleňován na 2 podrody: Lapeirousia a Paniculata.
- Subgen. Lapeirousia - 21 druhů, centrum v příbřežních oblastech jz. Afriky (semiaridní region se slabými až středně silnými zimními srážkami a extrémně horkým, suchým létem). 2 druhy jsou rozšířené v Západním Kapsku, 2 v tropické Africe.
- Subgen. Paniculata - 19 druhů ve 2 sekcích. Sekce Paniculata zahrnuje 14 druhů rozšířených v tropické Africe, jeden druh roste na jihozápadě jižní Afriky. Sekce Fastigiata zahrnuje 5 druhů a je zastoupena v jz. části Západního Kapska.[5]

## Význam
Hlízy lapérusií tvořily významnou složku jídelníčku domorodých lovců a sběračů z etnika Khoisan v oblasti Namaqualand. Jedli je pečené v horkém popelu. Chuť je popisována jako nasládlá, avšak poněkud svíravá. Některé druhy jsou velmi zřídka pěstovány ve sbírkách cibulovin. Nejsou uváděny ze žádné české botanické zahrady.